# Prunus serotina
Prunus serotina là loài thực vật có hoa trong họ Hoa hồng. Loài này được Ehrh. miêu tả khoa học đầu tiên năm 1783.

## Hình ảnh

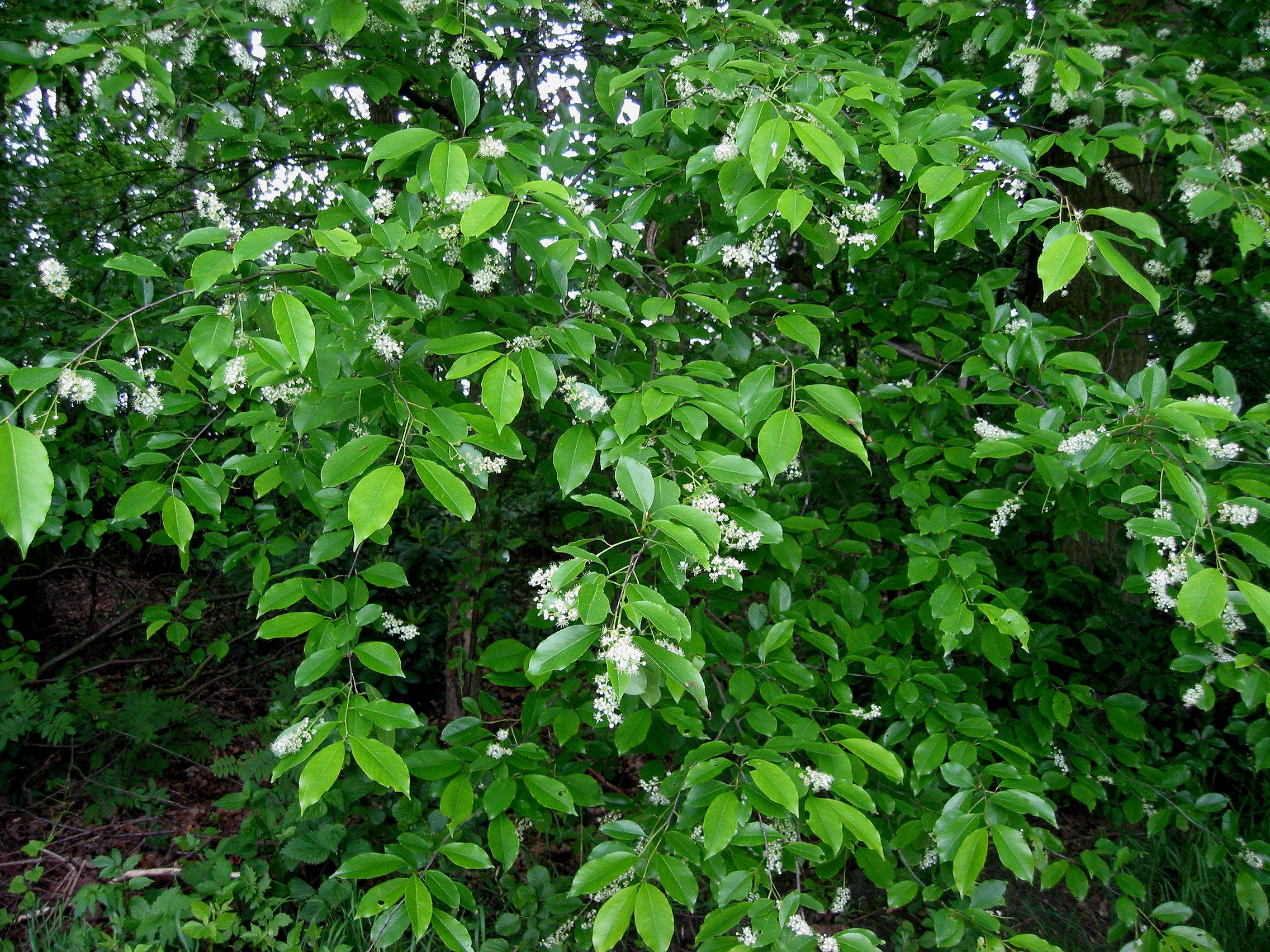
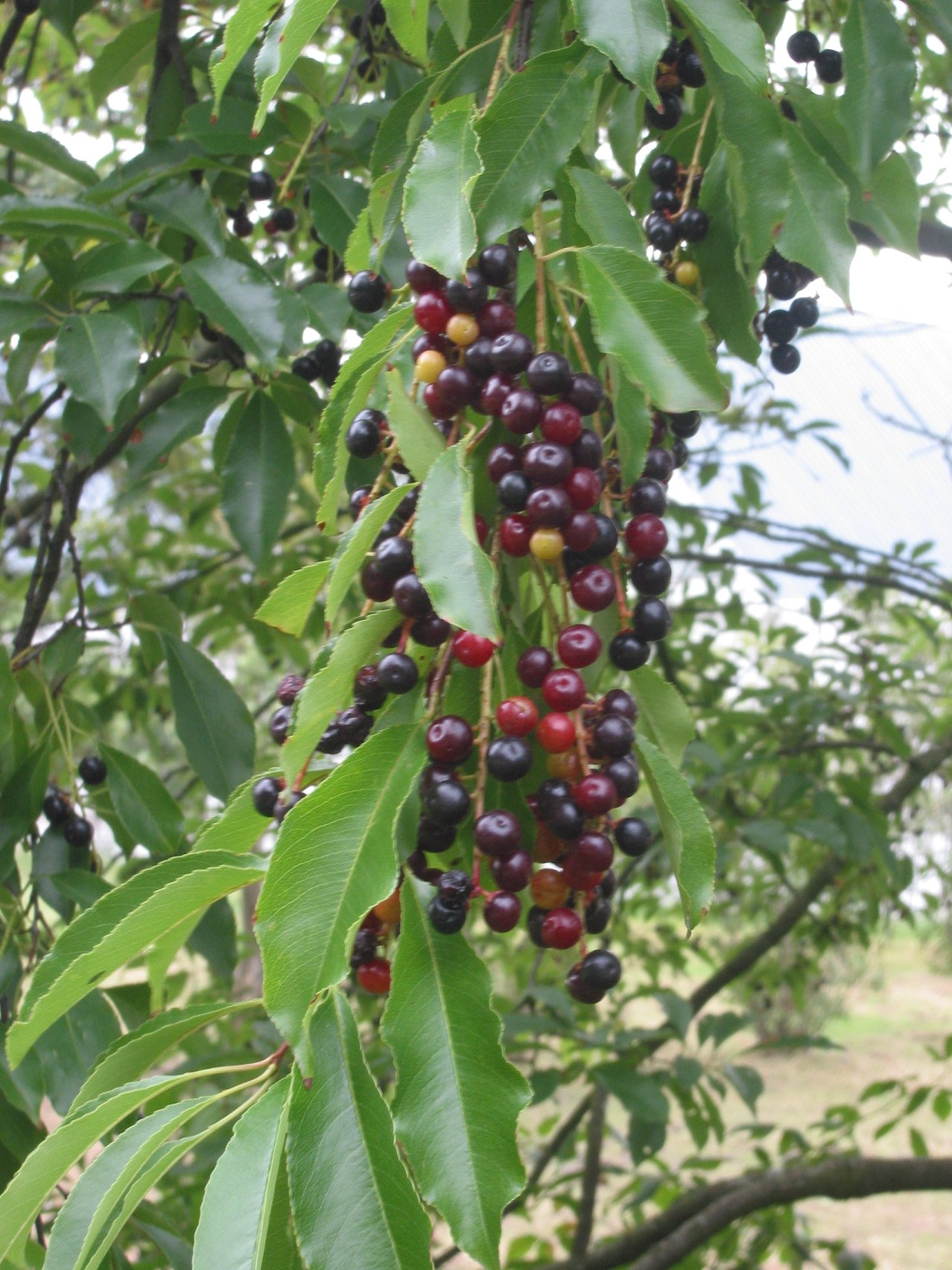
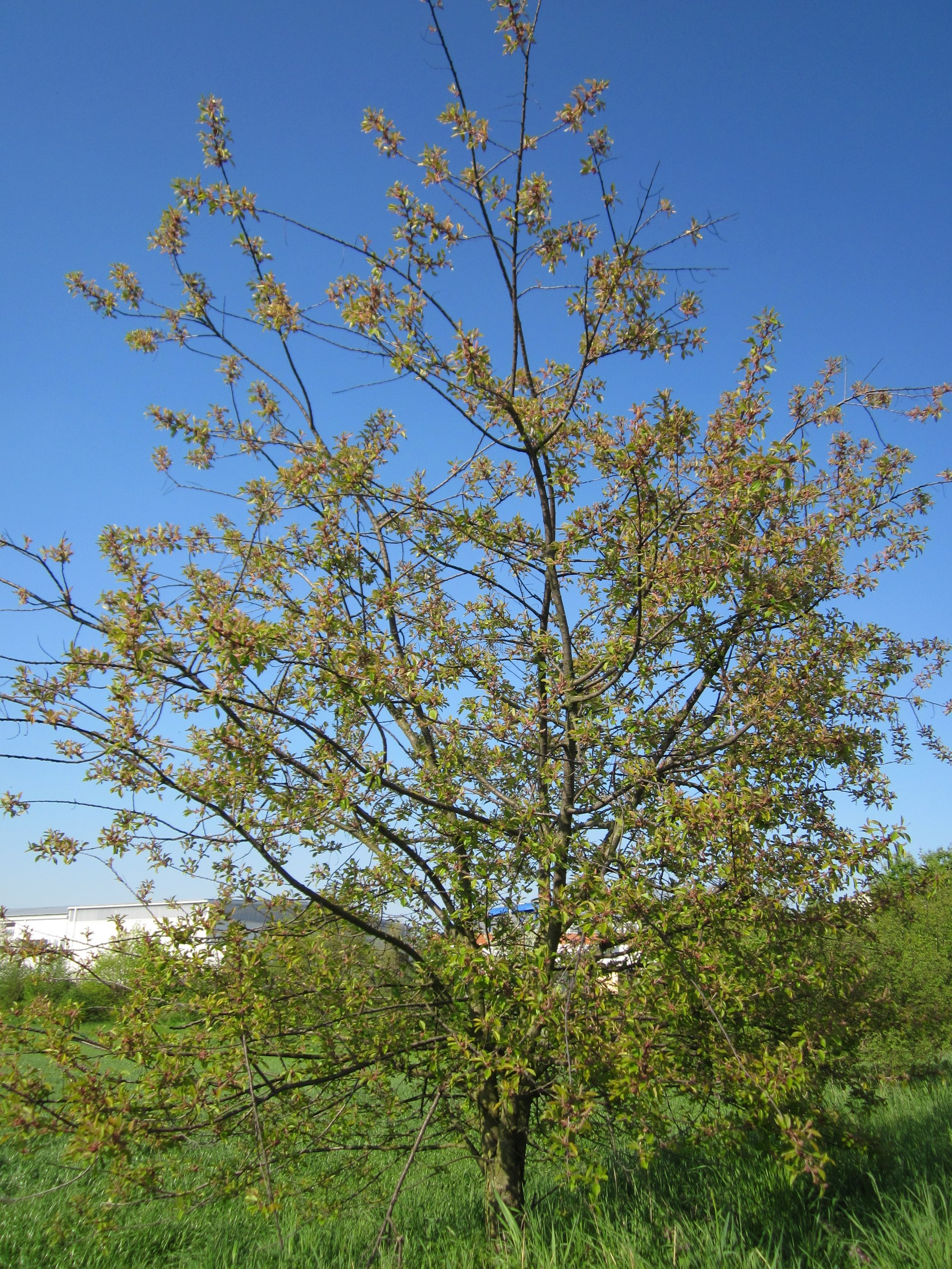
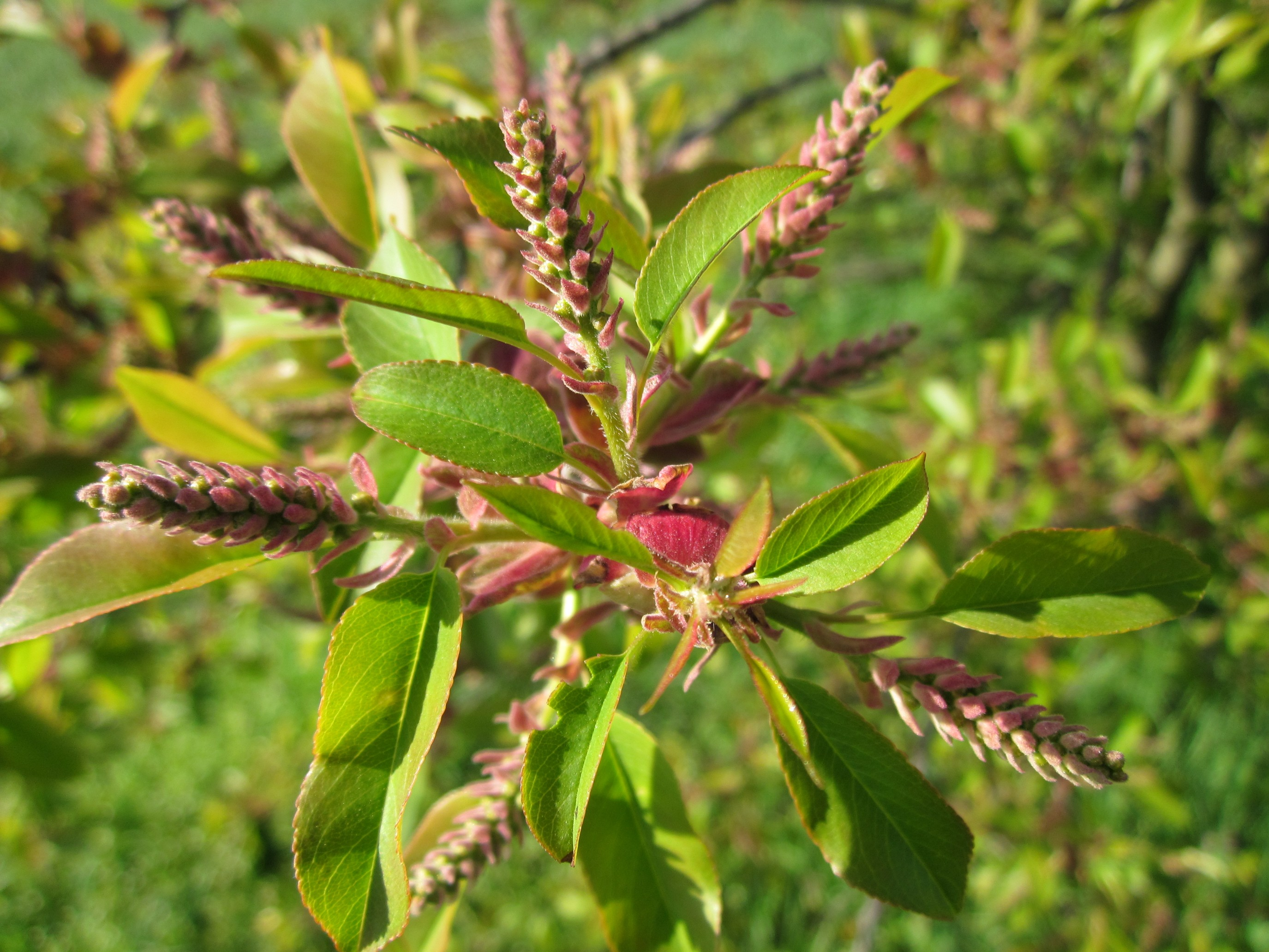